# 平田光弘
平田 光弘（ひらた みつひろ、1934年12月20日 - ）は、日本の経営学者。一橋大学名誉教授。中国南開大学名誉教授。

## 人物
福岡県福岡市生まれ。福岡県立福岡高等学校を経て、1958年横浜国立大学経済学部卒、1960年一橋大学大学院商学研究科修士課程修了、1962年明治学院大学経済学部助手、1963年一橋大学大学院商学研究科博士課程単位取得退学。藻利重隆の指導を受けた。
1963年明治学院大学経済学部専任講師、1966年助教授、1972年一橋大学商学部附属産業経営研究施設助教授となり、1977年教授、1985年同施設長、1997年一橋大学イノベーション研究センター教授、1998年定年退官、名誉教授となり、東洋大学経営学部教授。2005年星城大学経営学部教授。2009年退職した。星城大学名誉教授、中央学院大学大学院商学研究科特任教授。この間1983年日本経営学会常任理事、1993年経営学史学会理事、2010年国際総合研究学会会長、2016年同名誉会長。中国南開大学客員教授、ドイツボン大学客員教授、イギリスシェフィールド大学客員教授や、水谷建設経営諮問委員会委員、日本経営教育学会副会長等も務めた。2008年「日本企業の統治と社会的責任に関する経営学的研究」で東洋大学経営学博士。門下に小島大徳がいる。

## 著書
- 『グーテンベルクの経営経済学』森山書店 1971
- 『わが国株式会社の支配』千倉書房 1982
- 『経営者自己統治論 社会に信頼される企業の形成』中央経済社 2008

### 共編著
- 『企業活動の理論と歴史』米川伸一共編 千倉書房 1982
- 『企業統治の国際比較』菊池敏夫共編著 文眞堂 2000
- 『コーポレート・ガバナンスとCSR』飫冨順久,辛島睦,小林和子,柴垣和夫,出見世信之共著 中央経済社 2006
- 『企業の責任・統治・再生 国際比較の視点』菊池敏夫,厚東偉介共編著 文眞堂 2008

### 翻訳
- W.コルデス編 M.クルーク  ギュンタ・ジーベン,エーリッヒ・ポットホフ『シュマーレンバッハ炎の生涯』樗木航三郎共訳 有斐閣　1990

## 論文
- <平田光弘